# Damice
Damice jsou vesnice, část obce Krásný Les v okrese Karlovy Vary v Karlovarském kraji. Nachází se asi dva kilometry jihovýchodně od Krásného Lesa. V roce 2011 zde trvale žilo 67 obyvatel.
Damice jsou také název katastrálního území o rozloze 3,04 km².

## Historie
První písemná zmínka o vesnici pochází z roku 1273.

## Obyvatelstvo
Při sčítání lidu v roce 1921 zde žilo 196 obyvatel (z toho 86 mužů), z nichž bylo 194 Němců a dva cizinci. Všichni se hlásili k římskokatolické církvi. Podle sčítání lidu z roku 1930 měla vesnice 188 obyvatel: 186 Němců a dva cizince. I tentokrát všichni byli římskými katolíky.
| Rok            | 1869 | 1880 | 1890 | 1900 | 1910 | 1921 | 1930 | 1950 | 1961 | 1970 | 1980 | 1991 | 2001 | 2011 | 2021 |
| -------------- | ---- | ---- | ---- | ---- | ---- | ---- | ---- | ---- | ---- | ---- | ---- | ---- | ---- | ---- | ---- |
| Počet obyvatel | 218  | 188  | 166  | 173  | 169  | 196  | 188  | 63   | 71   | 45   | 33   | 30   | 29   | 67   | 63   |
| Počet domů     | 26   | 29   | 28   | 30   | 28   | 30   | 32   | 32   | 32   | 13   | 14   | 15   | 17   | 23   | 23   |

## Obecní správa
Při sčítání lidu v letech 1869–1950 Damice byly samostatnou obcí, se kterým patřily nejprve do okresu Jáchymov, ale v roce 1950 v okrese Karlovy Vary-okolí. V letech 1961–1975 byly částí obce Krásný Les v okrese Karlovy Vary. Od 1. ledna 1976 do 31. prosince 1991 byly částí města Ostrov v okrese Karlovy Vary. Od 1. ledna 1992 jsou opět částí obce Krásný Les v okrese Karlovy Vary.

## Pamětihodnosti
Do východního cípu katastrálního území Damice zasahují přírodní památka Hornohradský potok a národní přírodní památka Nebesa. Svahy údolí Ohře jižně od vesnice jsou chráněny jako přírodní památka Špičák u Vojkovic.